# 麗莎·摩納哥
麗莎·奧登斯·摩納哥（1968年2月25日—）是美國律師，現任美國司法部副部長（第39任），曾擔任美国国土安全顾问。
摩納哥曾於2013年至2017年擔任巴拉克·歐巴馬總統國土安全顧問。在此期間擔任總統首席反恐顧問，並且是美國國土安全委員會法定成員。摩納哥於2009年至2011年擔任助理副總檢察長，並於2011年至2013年擔任國家安全部門助理總檢察長。

## 外部連結
- C-SPAN內的頁面（英文）
- 麗莎·摩納哥在互联网电影资料库（IMDb）上的資料（英文）
- Announcement of appointment Washington Post January 25, 2013，存档于（存檔日期 mdy）
- Meet With Lisa Monaco The Wall Street Journal February 21, 2013 （页面存档备份，存于）

| 官衔                         | 官衔                       | 官衔                   |
| ---------------------------- | -------------------------- | ---------------------- |
| 前任者： 约翰·布伦南         | 国土安全顾问 2013年—2017年 | 繼任者： 托马斯·博塞特 |
| 前任者： John P. Carlin 代理 | 美國司法部副部長 2021年—   | 現任                   |